# モーリス・ベロント
モーリス・ベロント（Maurice Bellonte 、1896年10月25日 - 1984年1月14日）はフランスの飛行士である。1930年、デュドネ・コストとともにパリからニューヨークまでの大西洋無着陸逆横断飛行に成功した、『ポワン・タンテロガシオン』号の航法士を務めた。
メリュに生まれた。父親はエンジニアで、幼い頃から機械に興味を持っていた。
パリ・ロンドン間の航路で、機関士、航法士としての経験を積んだ。
1923年にパイロットのデュドネ・コストと出会い、多くの飛行をともに行った。1929年7月のパリからニューヨークへの最初の飛行には失敗したが、1929年9月にはパリから満州までの7925kmの長距離飛行の記録を樹立した。
1930年9月1日、偏西風に抗して東から西方向に北大西洋の横断に挑み、ブレゲー19改『ポワン・タンテロガシオン』号（疑問符号、仏: Point d'interrogation)に搭乗してパリのル・ブルジェ飛行場からニューヨークのカーチス飛行場までを37時間18分で飛行した。 
1977年、超音速旅客機コンコルドのパリからニューヨークへの初飛行に招待され、3時間30分で大西洋を横断した。この年著書"Le Premier Paris New York Costes Et Bellonte "を出版した。